# Dániel Zolnay
Dániel Gönczi Zolnay (n. 1801 – d. 18 decembrie 1888, Tormac, comitatul Timiș, Regatul Ungariei) a fost un pastor reformat din Banat.

## Biografie
Dániel Zolnay s-a născut în anul 1801.
A fost căsătorit cu Krisztina, născută Bónyay. Doi dintre copiii săi au fost: Károly (n. 1832 - d. 12 februarie 1925) - profesor și primul director al Liceului Horváth Mihály din Szentes, și Béla (n. 1862 - d. 6 august 1938), inginer și fost director al Asociației de Protecție împotriva Inundațiilor și Reglementare a Apelor în Zona Criș-Tisa-Mureș (în maghiară: Körös-Tisza-marosi Ármentesítő és Belvízszabályozó Társulat).
În 1827 a fost menționat că acesta era capelan al bisericii reformate din Gyula, acesta îndeplinind și funcția de rector a școlii reformate de băieți, îndeplinind această funcție până în 1832.
Din 1832 și până la moartea sa, timp de 66 de ani, a păstorit comunitatea reformată din Tormac, preluând, la venirea sa, „o biserică simplă cu acoperiș de paie”. Prin eforturile sale, se va reconstrui biserica reformată în forma actuală și se va construi școala din Tormac.
Pastorul a fost implicat în Revoluția maghiară din 1848, acesta ocupându-se de recrutarea de voluntari, îndemnând bărbații din localitate să se înroleze în trupele lui Lajos Kossuth, comunitatea maghiară fiindu-i recunoscătoare pentru acest lucru, ulterior.
S-a implicat activ în viața din Tormac, ocupându-se de strângeri de donații pentru nevoiași sau pentru contruirea bisericii locale, dar și prin donarea unor sume de bani pentru sprijinirea activităților comunității, precum cercul de lectură din localitate.
În același timp, a venit și în spijinul altor comunități sau instituții pentru cultură, exemplu fiind donarea volumului Chronicon Historiam Catholicam complectens, Ab Exordio Mundi ad Annum a Christo nato LXXI. Contexuit: Edwardus Simsonius. — Resensuit: Petrus Wesseling. Lugduni Batavorum, Apud Joannem van der Linden. M.DCC.XXIX. către Asociația de Istorie și Arheologie din Sudul Ungariei, în 1881.
În data de 18 decembrie 1888 este anunțat decesul acestuia, fiind înmormântat în cimitirul din Tormac.
În memoria sa, deasupra mormântului său, a fost ridicat în anul 1901 un monument din marmură de către comunitatea din Tormac.